# Forcipata palustris
Forcipata palustris är en insektsart som beskrevs av Holgersoen 1993. Forcipata palustris ingår i släktet Forcipata och familjen dvärgstritar. Inga underarter finns listade i Catalogue of Life.